# Costocondrite
La costocondrite è un'infiammazione della cartilagine che collega una costola allo sterno. Il dolore causato dalla costocondrite potrebbe simulare quello di un attacco cardiaco o di altre condizioni cardiache.

## Sintomi
La costocondrite può causare un dolore acuto nella parte anteriore o laterale del torace. Il dolore può peggiorare quando:
- Si muove la parte superiore del corpo;
- Si è sdraiati;
- Il centro del torace viene premuto.

Solitamente:
- Si verifica sul lato sinistro dello sterno;
- È acuto, doloroso o simile a una pressione;
- Colpisce più di una costola;
- Si diffonde alle braccia e alle spalle.

## Trattamento
La costocondrite di solito migliora da sola nel tempo. Può durare da alcune settimane a diversi mesi.
Potrebbero venir consigliati analgesici che aiutano con l'infiammazione, come l'ibuprofene, per alleviare il dolore.

## Cause
La costocondrite di solito non ha una causa chiara. Tuttavia, potrebbe essere associata a traumi, malattie o sforzi fisici, come una tosse grave. Nonostante la causa non venga specificata, può comunque essere causata da:
- Un trauma al petto;
- Movimenti ripetitivi della parte superiore del corpo, come sollevare pesi;
- Tossire molto.

A volte può essere causata da un problema alle articolazioni della schiena o da un'altra condizione come la fibromialgia o l'artrite reumatoide.
Può anche essere causato da un'infezione.